# Экономика Перу
Перу — аграрно-индустриальная страна. Базовые отрасли экономики — добыча полезных ископаемых и цветная металлургия, сельское хозяйство и туризм. Перу — один из мировых лидеров по добыче меди, серебра и золота. В последние годы в стране наблюдаются значительные темпы экономического роста, но слабыми сторонами экономики являются зависимость от цен на металлы на мировом рынке, бедность и слаборазвитая инфраструктура, частые природные катаклизмы.

## Сельское хозяйство
Сельское хозяйство дает 8,5 % ВВП. 
Главными потребительскими культурами являются картофель (3,2 млн т), ячмень и кукуруза, техническими — хлопчатник и сахарный тростник. Важную роль в с.х. играют какао-бобы (25,6 тыс. т) и кофе (см. Производство кофе в Перу) (169,4 тыс. т).
- Министерство сельского хозяйства Перу

## Промышленность

### Горнодобывающая промышленность
Перу обладает крупными запасами полезных ископаемых. Самыми важными из них являются цинк, золото, медь, свинец и серебро. На севере в прибрежной части добывается нефть. На востоке страны обнаружены крупные запасы природного газа.

### Обрабатывающая промышленность
Доля обрабатывающей промышленности составляет примерно 40 % ВВП. Основными отраслями являются текстильная, пищевая, металлообрабатывающая и автосборочная.

## Энергетика
Суммарные запасы энергоносителей страны оцениваются в размере 0,719 млрд тут (в угольном эквиваленте). 
В соответствии с данными UNSD (The United Nations Statistics Division) — UNdata и EES EAEC на конец 2019 года энергетика Перу характеризуется следующими основными показателями: 
- Производство органического топлива — 44134 тыс. тут.
- Общая поставка — 47515 тыс. тут. На преобразование на электростанциях и отопительных установках израсходовано 6110 тыс. тут или 12,9 % от общей поставки.
- Установленная мощность — нетто электростанций — 15 162 МВт, в том числе: тепловые электростанции, сжигающие органическое топливо (ТЭС) — 59,8 % , возобновляемые источники энергии (ВИЭ) — 40,2 %.
- Производство электроэнергии-брутто — 57038 млн. кВт∙ч, в том числе: ТЭС — 40,5 % , ВИЭ — 59,5 %.

Конечное потребление электроэнергии — 49 831 млн кВт∙ч, из которого: 
промышленность — 57,6 %, 
транспорт — 0,2 %, 
бытовые потребители — 20,6 %, 
коммерческий сектор и предприятия общего пользования — 18,6 %, 
сельское, лесное хозяйство и рыболовство — 3,1 %. 
Показатели энергетической эффективности: в 2019 году душевое потребление валового внутреннего продукта по паритету покупательной способности (в номинальных ценах) — 13323 долларов, душевое (валовое) потребление электроэнергии — 1503 кВт∙ч, душевое потребление электроэнергии населением — 309 кВт∙ч. Число часов использования установленной мощности-нетто электростанций — 3713 часов

## Транспорт
Из-за большой площади страны и не обследованной поверхности транспорт развит в большей степени на побережье океана.
Автодороги
- всего — 78 829 км
  - с твердым покрытием — 11351 км
  - без твердого покрытия — 67478 км

Аэропорты
- всего — 201, в том числе
  - с твердым покрытием — 57
  - без твердого покрытия — 144

Железные дороги
- всего — 1989 км, в том числе
  - с широкой колеей — 1726 км
  - с узкой колеей — 263 км

Водный транспорт
- всего — 11 судов, в том числе:
  - сухогрузы — 9
  - нефтяной танкер — 1

## Торговля
- Экспорт: 22.69 млрд долларов (плюс теневой доход от торговли наркотиками и золота)
- Статьи экспорта: золото, цинк, топливо, кофе, картофель, кокаин
- Партнеры по экспорту: США 31,1 %, Китай 10,8 %, Чили 6,6 %, Канада 5,9 %, Швейцария 4,6 %
- Импорт 15.38 млрд долларов
- Статьи импорта: машинное оборудование, автомобили, сталь, бумага
- Партнеры по импорту: США 18,2 %, Китай 8,5 %, Бразилия 8 %, Эквадор 7,4 %, Колумбия 6,1 %, Аргентина 5,1 %, Чили 5,1 %, Венесуэла 4,1 % (2005)

## Доходы населения
Минимальный размер оплаты труда в Перу в 2018 году составляет 930 солей ($288.24). Средний размер оплаты труда в Перу на 2018 составляет 1704.14 солей ($520.36).